# Liste der Naturdenkmale in Witzenhausen
Die Liste der Naturdenkmale in Witzenhausen nennt die im Gebiet von Witzenhausen im Werra-Meißner-Kreis in Hessen gelegenen Naturdenkmale.

## Liste
| Bild                          | Bezeichnung                               | Ortsteil, Lage | Beschreibung | Art                             | Nr.         |
| ----------------------------- | ----------------------------------------- | --- | --- | ------------------------------- | ----------- |
| BW                            | 2 Eichen und alte Hutefläche „Am Stocken“ | Berlepsch-Ellerode 51° 24′ 7,6″ N, 9° 49′ 59,2″ O                                                                                 | |                                 | WIZ 636.089 |
| Fotos hochladen               | 1 Linde                                   | Berlepsch-Ellerode 51° 23′ 52″ N, 9° 49′ 45,9″ O                                                                                  | |                                 | WIZ 636.090 |
| mehr Fotos \| Fotos hochladen | Roter See                                 | Dohrenbach 51° 16′ 50,9″ N, 9° 48′ 43,2″ O                                                                                        | |                                 | WIZ 636.091 |
| BW                            | 2 Eichen                                  | Dohrenbach 51° 17′ 52,6″ N, 9° 50′ 6,5″ O                                                                                         | |                                 | WIZ 636.092 |
| BW                            | Burgberg                                  | Ermschwerd 51° 21′ 8,6″ N, 9° 49′ 21″ O                                                                                           | |                                 | WIZ 636.093 |
| BW                            | Ellerstein und Umgebung                   | Hundelshausen 51° 18′ 3,6″ N, 9° 51′ 34,2″ O                                                                                      | Das heutige Aussehen des Ellersteins entstand durch Erosionsprozesse, durch die die weicheren Gesteine, die den verwitterungsresitenten Hauptdolomit des Zechsteins umgaben abgetragen wurden und den Felsenkomplex als Erhebung aus der Landschaft ragen ließen. Der Ellerstein gehört zu den 120 Geotopen im Werra-Meißner-Bergland, die das Hessische Landesamt für Naturschutz, Umwelt und Geologie (HLNUG) erfasst, beschrieben und bewertet hat. |                                 | WIZ 636.096 |
| mehr Fotos \| Fotos hochladen | Das alte Gericht                          | An der Kreisstraße 63 zwischen Wendershausen und Hilgershausen, in der Gemarkung von Hundelshausen. 51° 17′ 32″ N, 9° 52′ 12,7″ O | Der Wanderrastplatz im Kreuzungsbereich mehrerer Höhenwege war einst der Tagungsort des Vogteigerichts Rückerode. Von den ehemals vier zu Naturdenkmalen erklärten Rotbuchen steht nur noch eine. | Rotbuchen (Fagus sylvatica)     | WIZ 636.097 |
| BW                            | Habichtstein mit Umgebung                 | Hundelshausen 51° 18′ 3,6″ N, 9° 53′ 40,2″ O                                                                                      | |                                 | WIZ 636.099 |
| BW                            | Hellmut-Wolfram-Eiche                     | Hundelshausen 51° 18′ 9,4″ N, 9° 53′ 19″ O                                                                                        | |                                 | WIZ 636.100 |
| Fotos hochladen               | Teilstück des Stadtberges bei Rückerode   | Hundelshausen 51° 18′ 11,5″ N, 9° 51′ 38,9″ O                                                                                     | Auf den flachgründigen Böden des Stadtbergs wächst ein Halbtrockenrasen, der ein reiches Vorkommen an Orchideen besitzt. Die von Wäldern umsäumten Bereiche werden wegen ihrer botanischen und erdgeschichtlichen Bedeutung als flächenhaftes Naturdenkmal geschützt. Das Gelände liegt in einem der vielen Teilstücke des Fauna-Flora-Habitat-Gebiets Werra- und Wehretal.                                                                            |                                 | WIZ 636.103 |
| BW                            | 2 Linden                                  | Roßbach 51° 18′ 41″ N, 9° 49′ 12,4″ O                                                                                             | |                                 | WIZ 636.104 |
| Fotos hochladen               | 1 Linde                                   | Roßbach / Oberroßbach 51° 18′ 7,9″ N, 9° 48′ 17,6″ O                                                                              | |                                 | WIZ 636.105 |
| BW                            | Blocksberg                                | Roßbach 51° 19′ 8,8″ N, 9° 48′ 18,4″ O                                                                                            | |                                 | WIZ 636.106 |
| BW                            | Lindengruppe                              | Wendershausen, L 3464 51° 19′ 0,8″ N, 9° 53′ 48,5″ O                                                                              | |                                 | WIZ 636.107 |
| mehr Fotos \| Fotos hochladen | Ludwigstein                               | Werleshausen 51° 19′ 17,8″ N, 9° 54′ 36″ O                                                                                        | Auf dem nach Osten steil abfallenden Burgberg des Ludwigsteins wächst eine Wacholderheide, die mit Ende der Schafbeweidung immer mehr mit Wald zuwächst. Der noch vorhandene Bereich der Halbtrockenrasen wird als pflanzenkundliches Naturdenkmal geschützt. Der Bereich liegt vollständig in dem Landschaftsschutzgebiet „Werratal zwischen Oberrieden und Wendershausen und Ludwigstein mit Hintergelände“.                                         | pflanzenkundliches Naturdenkmal | WIZ 636.109 |
| BW                            | Verzaubertes Liebespaar                   | Ziegenhagen 51° 21′ 33,1″ N, 9° 43′ 5,2″ O                                                                                        | Eiche und Buche eng umschlungen, spätestens 2017 abgebrochen. |                                 | WIZ 636.110 |
| Fotos hochladen               | Kaisereiche                               | Albshausen, Friedhof 51° 22′ 31,8″ N, 9° 50′ 14″ O                                                                                | |                                 | WIZ 636.141 |
| Fotos hochladen               | 1 Linde                                   | Dohrenbach 51° 18′ 38,5″ N, 9° 50′ 0,6″ O                                                                                         | |                                 | WIZ 636.702 |
| BW                            | Baumgruppe im Park Stiedenrode            | Ermschwerd 51° 22′ 7,4″ N, 9° 47′ 45,3″ O                                                                                         | |                                 | WIZ 636.703 |
| BW                            | 2 Linden                                  | Roßbach 51° 18′ 12″ N, 9° 48′ 18″ O                                                                                               | |                                 | WIZ 636.709 |
| BW                            | Gerichtslinde                             | Witzenhausen 51° 20′ 36,2″ N, 9° 51′ 54,4″ O                                                                                      | |                                 | WIZ 636.718 |
| Fotos hochladen               | 1 Eiche                                   | Witzenhausen 20 219, beim Eulenturm 51° 20′ 27,2″ N, 9° 51′ 23,4″ O                                                               | |                                 | WIZ 636.719 |
| Fotos hochladen               | 1 Rosskastanie                            | Witzenhausen, jüdischer Friedhof 51° 20′ 46″ N, 9° 51′ 41,8″ O                                                                    | |                                 | WIZ 636.720 |
| Fotos hochladen               | 1 Linde                                   | Ziegenhagen, Schiffweg 51° 21′ 52,6″ N, 9° 45′ 0″ O                                                                               | |                                 | WIZ 636.723 |
| Fotos hochladen               | Linde in der Mitte des Gutshofes          | Dohrenbach, Gut Fahrenbach 51° 17′ 43,9″ N, 9° 49′ 42,3″ O                                                                        | |                                 | WIZ 636.724 |
| Fotos hochladen               | Linde auf dem ehemaligen Kirchhof         | Ellingerode, Kirchstraße 51° 19′ 48,7″ N, 9° 49′ 12,8″ O                                                                          | |                                 | WIZ 636.725 |
| Fotos hochladen               | Zwei Linden                               | Ellingerode 51° 19′ 47,3″ N, 9° 49′ 13,5″ O                                                                                       | Die zweite Linde musste um 2015 gefällt werden |                                 | WIZ 636.726 |